# Montacute House
La Montacute House è una residenza di età elisabettiana tutelata come monumento classificato di grado I situata a Montacute, nel Somerset. Gestita dal National Trust, ospita una sede distaccata della National Portrait Gallery.